# Batalla de Aspern-Essling
La batalla de Aspern-Essling (22 de mayo de 1809) enfrentó a Francia y Austria en el contexto de las guerras napoleónicas de la Quinta Coalición, y supuso una derrota táctica de Napoleón en su intento de cruzar el río Danubio.

## Prolegómenos de la batalla
Al producirse esta batalla, Napoleón tenía el control sobre Viena, los puentes sobre el Danubio habían sido destruidos y el ejército del Archiduque Carlos se encontraba en los alrededores de Bisamberg, un monte cercano a Korneuburg, en la margen izquierda del río. Lo primero que hicieron los franceses fue cruzar el Danubio. La isla de Lobau, una de las muchas que dividen el río en pequeños canales, fue elegida como punto de cruce, efectuando la tropa francesa cuidadosos preparativos que culminaron con la ocupación efectiva de la isla en la noche del 19 al 20 de mayo. La noche del día 20 se había reunido una gran cantidad de hombres en ese lugar, y cruzaron el último brazo del Danubio entre Lobau y la orilla oriental. Las tropas de Masséna atravesaron el río al tiempo que esquivaban los puestos avanzados austriacos. Sin dejarse intimidar por las noticias sobre duros ataques contra su retaguardia procedentes del Tirol y de Bohemia, Napoleón condujo a todas sus tropas disponibles hacia los puentes, y al amanecer del día 21 había congregado a 40 000 hombres sobre la llanura de Marchfeld, la misma zona que sería escenario de la batalla de Wagram el siguiente mes de julio.
El Archiduque no opuso resistencia a los franceses al cruzar el río. Su intención era atacar cuando hubiera cruzado una fuerza suficiente, pero antes de que el resto del ejército francés pudiera asistirles. Napoleón había aceptado el riesgo de un ataque de este tipo, pero buscaba al mismo tiempo minimizar las consecuencias del mismo reuniendo a cada batallón disponible sobre la escena de la batalla. Sus fuerzas sobre el Marchfeld se situaron frente a los puentes orientados al norte, con el ala izquierda en la villa de Aspern (Gross-Aspern) y el ala derecha en Essling. Ambos lugares se encontraban cerca del Danubio y no podían ser rodeados. Aspern, ciertamente, se halla sobre uno de los canales del río. Los franceses debían cubrir el hueco entre ambas villas, así como avanzar al frente para dejar sitio a las tropas que seguían cruzando.

## El combate
Hiller, Bellegarde y Hohenzollern convergerían sobre Aspern, mientras Rosenberg atacaría Essling. La caballería austriaca avanzaba por el centro, lista para enfrentarse a cualquier unidad de caballería francesa que pretendiera atacar a las cabezas de las columnas. Durante el día 21, los puentes se fueron haciendo cada vez más inseguros, debido a la violencia del entorno, pero los franceses cruzaron sin interrupciones durante todo el día y la noche siguiente. La batalla comenzó finalmente en Aspern; Hiller dirigió las primeras acometidas sobre la aldea, pero Masséna la volvió a recuperar, y mantuvo las posiciones con la misma tenacidad que había mostrado en la batalla de Marengo en 1800. La infantería francesa luchó aquel día con mayor bravura que la mostrada en anteriores batallas de la guerra.
Las tres columnas austriacas, que luchaban con toda su fuerza, no fueron capaces de capturar más de la mitad de la aldea, y las posiciones aún pertenecían a Masséna al caer la noche. Mientras tanto, la infantería apostada entre los dos pueblos y frente a los puentes se dirigieron a la lucha en este flanco. Napoleón, sin embargo, se dirigía hacia el centro como movimiento de diversión. Este centro, sostenido ahora sólo con la caballería francesa, cargaría contra las posiciones artilleras austriacas que situadas en una larga línea, batían Aspern. La primera carga francesa fracasó, aunque un segundo intento más serio, efectuado por gran cantidad de coraceros, tuvo éxito. La caballería francesa, liderada de forma elegante, eliminó a los cañones austriacos, cabalgando luego alrededor de la infantería de Hohenzollen, y resistiendo el acoso de la caballería de Lichtenstein, aunque no pudieron hacer nada más y se retiraron a sus antiguas posiciones.
Mientras tanto, Essling se había convertido en el escenario de combates casi tan desesperados como los de Aspern. Los coraceros franceses efectuaron fuertes cargas contra el flanco de las fuerzas de Rosenberg, retrasando durante mucho tiempo el asalto de ésta, y en las aldeas Lannes tomaba la heroica (y finalmente exitosa) determinación de resistir, hasta que finalmente la noche puso fin a la batalla.
Los dos ejércitos permanecieron en sus terrenos, mientras en Aspern, franceses y austriacos se encontraban a tiro de pistola. Estos últimos habían luchado tan duro como sus oponentes, y Napoleón pensó entonces que ya no eran los soldados profesionales de antiguas campañas. En ellos se podía ver el espíritu de una nación, y luchaban hasta la muerte por ello, y no por el honor de sus ejércitos. El emperador no se amilanó, sino que al contrario, renovó sus esfuerzos para aportar tantos hombres como estuviesen disponibles. A lo largo de la noche, más y más soldados franceses de desplegaron en el terreno.
Al clarear el día 22 se reinició la batalla. André Masséna limpió rápidamente Aspern de enemigos, pero al mismo tiempo, Rosenberg atacaba Essling. Lannes, sin embargo, resistía desesperadamente y, reforzado por la división de  Saint-Hilaire, rechazó a Rosenberg. En Aspern, Masséna tuvo menos suerte, y el contraataque de Hiller y Bellegarde fue tan exitoso como el de Lannes y 
Saint-Hilaire. 
Al tiempo que sucedía esto, Napoleón lanzaba un gran ataque sobre el centro del ejército austriaco. En conjunto del centro francés, con Lannes a la izquierda y la caballería en reserva avanzaron al tiempo. Rompieron la línea austriaca entre el flanco derecho de Rosenberg y Hohenzollen, y prácticamente habían ganado cuando el Archiduque puso en marcha su última reserva de tropas, liderándolas personalmente. Lannes rechazó el ataque con todo su ímpetu a lo largo de toda la línea. Aspern se había perdido, y las noticias llegaban hasta Napoleón en un momento crítico. Los puentes sobre el Danubio fueron cortados por barcazas pesadas dejadas a la deriva en la corriente para este propósito por los austriacos.
Napoleón suspendió de inmediato el ataque. Essling caía bajo un nuevo asalto de Rosenberg, y mientras los franceses eran expulsados, el general austriaco dirigió sus esfuerzos hacia el flanco del centro francés que se retiraba lentamente por la orilla. La retirada fue terriblemente costosa, y de no ser por los preparativos de Lannes, los franceses podrían haber sido echados al Danubio por el esfuerzo extremadamente furioso del Archiduque para romper su resistencia. Solo la completa extenuación de ambas partes pudo detener finalmente el combate. Los franceses perdieron 21 000 hombres de entre los 90 000 de que disponían, y más aún: esta fue la primera gran derrota de Napoleón, aunque no por ello se rompió su resolución. Las derrotadas fuerzas de Francia fueron finalmente retiradas a la isla. En la noche del 22, reparado el último puente, el ejército esperaría la llegada de refuerzos, aunque no en Viena, sino en Lobau.